# Скворцов Іван Олексійович
Іван Олексійович Скворцов (рос. Иван Алексеевич Скворцов; 28 січня 1905 — 3 травня 1983) — радянський військовий діяч, контрадмірал- інженер, учасник німецько-радянської війни.

## Біографія
Іван Олексійович Скворцов народився 28 січня 1905 року в Москві. У 1922 році призваний на службу до Військово-морського флоту СРСР. У 1924 році закінчив Військово-морське підготовче училище, а в 1928 році — Вище військово-морське училище імені М. В. Фрунзе, в 1930 році — Севастопольську військову школу морських льотчиків і льотчиків-спостерігачів. Служив на різних посадах на кораблях і в частинах ВПС Балтійського флоту. У 1938 році закінчив мінно-торпедний факультет Військово-морської академії імені К. Є. Ворошилова, після чого служив у науково-дослідному мінно-торпедному інституті військово-морського флоту СРСР, був помічником начальника відділу, груповим інженером, начальником 6-го відділу. В останній посаді зустрів початок німецько-радянської війни.
У грудні 1941 року Скворцов був направлений в мінно-торпедне управління військово-морського флоту СРСР, де очолював 5-й відділ, потім був заступником начальника 6-го відділу. Із вересня 1943 року керував 6-м відділом Научно-дослідного мінно-торпедного інституту в Ленінграді. Брав активну участь у відпрацюванні нових зразків мінно-торпедного озброєння, надавши ряд власних конструктивних удосконалень, що сприяли підвищенню ефективності бойового застосування авіації. Багаторазово виїжджав у бойові частини, надаючи льотчикам і технікам велику практичну допомогу в освоєнні техніки. Із січня 1945 року перебував у спеціальному відрядженні в районі бойових дій 1-го Білоруського фронту, де виконував особливі завдання.
Після закінчення війни продовжував службу у Військово-морському флоті СРСР. Був членом Науково-технічної комісії ВМС СРСР. У травні 1948 року очолив мінно-торпедний факультет Військово-морської академії кораблебудування і озброєння імені О. М. Крилова. На високий рівень поставив науково-дослідну та навчальну роботу на факультеті. Був автором цілого ряду праць в області мінно-торпедної зброї, що знайшли своє застосування в практичній діяльності радянського військово-морського флоту та військової промисловості. Активно займався винахідництвою і раціоналізаторською діяльністю, очолював академічне товариство винахідників і раціоналізаторів. За створення нового зразка морського озброєння разом із ще п'ятьма інженерами був удостоєний Сталінської премії ІІІ ступеня. у 1958 році захистив дисертацію на здобуття наукового ступеня кандидат технічних наук. У вересні 1960 року звільнений у запас. Помер 3 травня 1983 року, похований у Санкт-Петербурзькому крематорії.

## Нагороди
- Орден Леніна (30 квітня 1947 року);
- 2 ордена Червоного Прапора (3 листопада 1944 року, 13 червня 1952 року);
- Орден Вітчизняної війни І ступеня (19 серпня 1944 року);
- Медалі «За оборону Ленінграда», «За оборону Кавказу» та інші медалі.